# Лейк, Джон
Джон Генри Лейк (англ. John Henry Lake; 27 июля 1878, Порт-Ричмонд, Статен-Айленд, Нью-Йорк, США — ?) — американский велогонщик, бронзовый призёр летних Олимпийских игр 1900.
На Играх Лейк принял участие во обоих соревнованиях по велоспорту — в гонках на 2 и 25 км. Лучший его результат был в спринте. Он выигрывал гонки в первом раунде, в четвертьфинале, в полуфинале, и в финальном заезде занял третье место, выиграв бронзовую медаль. В гонке на 25 км он не смог финишировать, и поэтому не занял никакого места.
В том же году, Лейк стал серебряным призёром по спринту среди любителей на чемпионате мира в Париже.